# Orquestra Filarmônica de Tampere

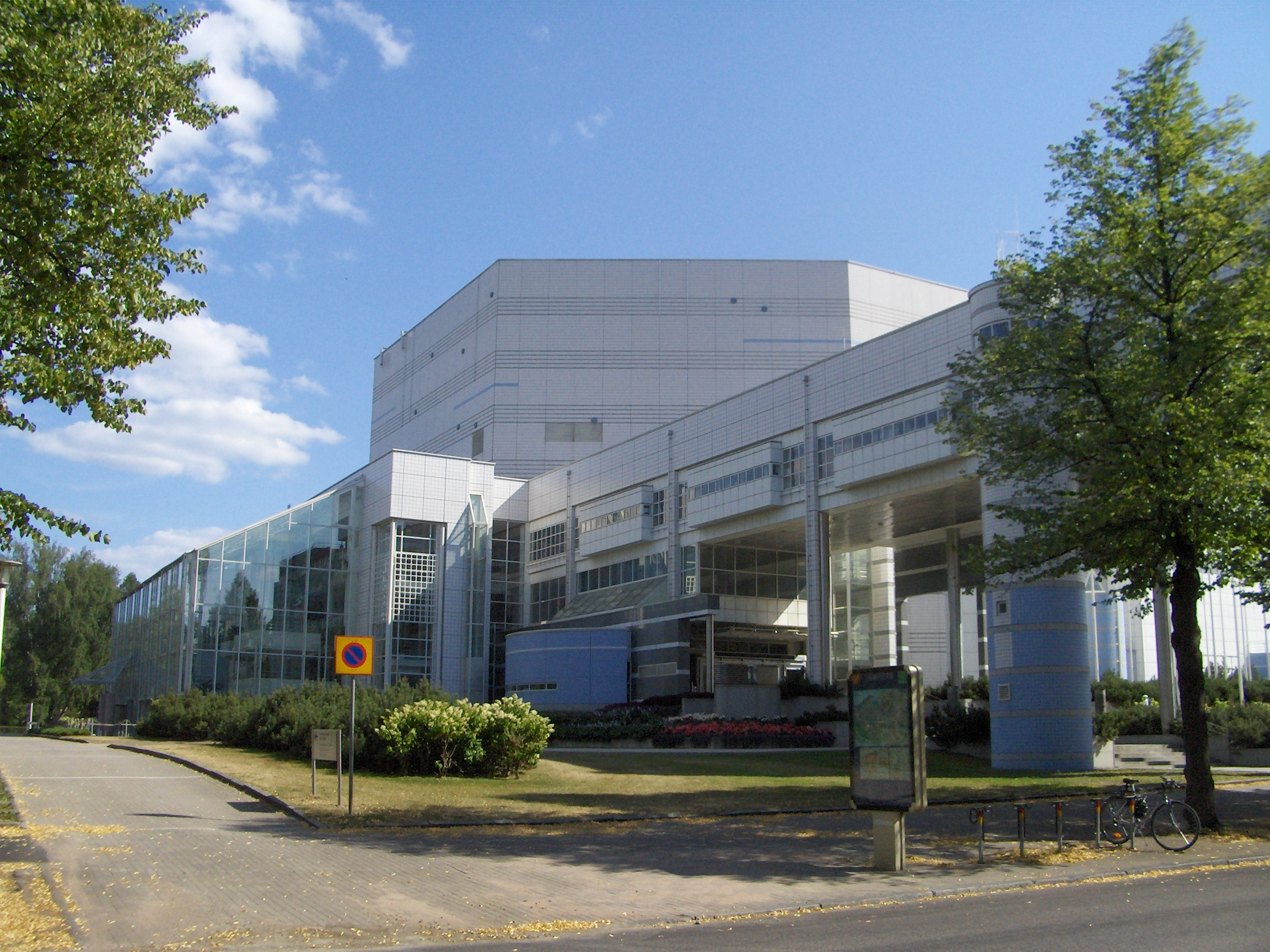
Tampere Hall

A Orquestra Filarmónica (português europeu) ou Filarmônica (português brasileiro) de Tampere é uma orquestra de noventa e sete músicos baseada em Tampere, Finlândia. Foi fundada em 1930. A estreia da orquestra aconteceu no dia 6 de janeiro de 1930, com 34 músicos. Na primavera de 1932 a orquestra contratou um novo maestro, Eero Kosonen (que permaneceu no cargo durante 37 anos).

## Maestros
- Elias Kiianmies (1929–1932)
- Eero Kosonen (1932–1968)
- Juhani Raiskinen (1968–1973)
- Jouko Saari (1973–1974)
- Paavo Rautio (1974–1987)
- Atso Almila (1987–1990)
- Ari Rasilainen (1989–1990)
- Leonid Grin (1990–1998)
- Eri Klas (1998–2006)
- John Storgårds (2006-2009)
- Hannu Lintu (2009-)